# Shannon Hoon
Richard Shannon Hoon (ur. 26 września 1967 w Lafayette, zm. 21 października 1995 w Nowym Orleanie) – amerykański wokalista, muzyk, lider zespołu Blind Melon.
Zaproszony przez Axla Rose, zaśpiewał część chórków na albumach Use Your Illusion I i  Use Your Illusion II  grupy Guns N’ Roses. Śpiewał z Axlem Rose w Chicago, wykonując "Don't Cry".
Zmarł w czasie trasy koncertowej zespołu z powodu przedawkowania kokainy. 